# 一代新兵之八極少年
《一代新兵之八極少年》（英語：Ba Ji Teenagers）（原名：新兵日記2 八極少年），2015年臺灣偶像劇，為臺灣輕偶像劇、華視年度強檔大戲，億富發國際文創出資拍攝，由傅孟柏、吳亞馨、邱品程、范峻銘、陳尚澤、楊永維、席敬倫、閃亮亮、陳學毅、黃浩銘、龍三領銜主演。2014年4月23日開拍，於金門取景拍攝，2015年3月31日全劇殺青。華視於5月2日上檔，於7月25日播完第13集後（第一季），第14集於8月2日起移至年代MUCH台每週日晚間10點繼續播出，並於LINE TV線上重播。題材結合中華民國總統府侍衛官、八極拳與校園故事等三大主軸。

## 劇情摘要
描述一群來自金門的青少年，來到位於臺灣的中華民國國防部警衛大隊受訓，接受八極拳特訓成為總統侍衛的青春熱血故事。

　　一群金門青少年，正臨少年15至20歲時青澀的青春時光，他們來到位於臺灣臺北的國防部警衛大隊受訓，在成為總統侍衛與夜校的進修中，展開一段青春冒險酸甜苦澀的成長歷程！

　　如果每一天的和平，都是因為有人在默默守護，那麼在軍中苦練八極拳的警衛大隊，無疑是最沉默的守護者。

　　一個又一個，燃燒青春，以身作盾，守護著每一任國家元首的安全。

　　頂著烈日，眼前傳來震耳欲聾的怒吼聲，冷峻嚴厲的「八極拳」訓練...廣闊的操場上，上百名練習八極拳的士兵一起跺腳，驚人的聲勢讓剛入伍的新兵們震驚了。

　　來自金門的少年阿志、王子、孔鏘、拉拉跟白斬雞、蔡埔亘、許喬致、黃武豪、張沈威，各自因不同的理由選擇從軍，準備接受嚴格的八極拳訓練，進入警衛大隊，未來將肩負起保衛元首的任務。正所謂「不打不相識」，以阿志為首的堅定五人幫，在歷經幾次誤會、失敗與教訓中，同儕間相互成長、互相扶持，這些來自生活中的點滴累積，也漸漸加深他們堅定不移的情義相挺。

　　王子、孔鏘、拉拉跟白斬雞，蔡埔亘、許喬致、黃武豪、張沈威等人跟阿志逐漸成為死黨。五個小小年紀便離開家庭，適應軍中生活的少年，因為結交到好友，加上一同來自金門的八極九寶，九人漸漸開朗，打開彼此心房。15、16歲涉世未深的少年，開始進入到繁華臺北市，在「夜校」裡求學讀書，展開軍旅生涯之外的另一段校園青春冒險旅程...

　　白天在軍中訓練，晚上阿志、王子、孔鏘、拉拉、白斬雞、蔡埔亘、許喬致、黃武豪、張沈威，八極九寶還因為國防部鼓勵新兵培育學識，選擇到夜校升學；在青春懵懂的校園，他們不但碰到許多血氣方剛的衝突，也結識了許多不打不相識的好友！當然，校園中，讓他們怦然心動的女孩子，也自然展開左右為難的初戀並發展出糾結的三角戀曲！

　　精彩的軍中生活，在總教官的帶領下，開始步入正常軌道，熱血青春、趣事一籮筐...然而，儘管年少輕狂，但仍阻止不了他們血液裡的正義感，武德與情義、道德與節操，都推動著他們不斷的成長...王子跟大偉因為都喜歡子芯，兩人各自努力。而喜歡上阿志的怡華以及凱蒂，卻因為阿志一心只想著要成為警衛大隊的傳奇，無心愛情，因而各自情傷。

　　不論是軍中長官與女輔導長愛戀，抑或是少年期間的情竇初開...一場三角、四角的青春純愛，在眼淚與挫折中，也漸漸帶領這些八極少年們領略了「愛的真諦」。也同時在愛情的旅程中漸漸成長。但是三角習題越來越複雜，軍中的武術格鬥、男兒情義、校園的青春成長、以及刻骨銘心的初戀，都隨著陽剛與柔情並舞，歡笑與汗水齊飛。

## 播出時間
以下時間以當地時間（臺灣時間）為準

### 首播
| 頻道         | 所在地 | 播放日期                     | 播放時間               | 備註       |
| ------------ | ------ | ---------------------------- | ---------------------- | ---------- |
| 華視主頻     | 臺灣   | 2015年5月2日－2015年7月25日  | 每週六20:00－21:30     | 第一季     |
| 年代MUCH台   | 臺灣   | 2015年6月6日－2015年7月26日  | 每週六、日22:00－23:30 | 第一季     |
| 年代MUCH台   | 臺灣   | 2015年8月2日－2015年9月20日  | 每週日22:00－23:30     | 第二季     |
| 壹電視綜合台 | 臺灣   | 2015年6月7日－2015年10月25日 | 每週日20:00－21:30     | 第一、二季 |
| 中視主頻     | 臺灣   | 2021年8月7日－2021年11月28日 | 每週六、日11:00－12:00 | 第一、二季 |

### 重播
| 頻道                           | 所在地 | 播放日期                      | 播放時間           | 備註           |
| ------------------------------ | ------ | ----------------------------- | ------------------ | -------------- |
| 華視主頻                       | 臺灣   | 2015年6月25日－2015年7月26日  | 每週日22:00－23:30 | 第一季         |
| 年代MUCH台                     | 臺灣   | 2015年6月14日－2015年         | 每週日16:00－17:30 | 第一季         |
| LINE TV （页面存档备份，存于） | 臺灣   |                               | 每週日22:00上架    | 晚首播進度一週 |
| 年代MUCH台                     | 臺灣   | 2015年8月8日－2015年9月26日   | 每週六22:00－23:30 | 第二季         |
| 年代MUCH台                     | 臺灣   | 2015年8月9日－2015年9月27日   | 每週日16:00－17:30 | 第二季         |
| 壹電視綜合台                   | 臺灣   | 2015年6月13日－2015年10月31日 | 每週六20:00－21:30 | 第一、二季     |

## 演員陣容

### 主要演員
| 演員   | 角色              | 介紹 | 登場集數         |
| 傅孟柏 | 胡凱權            | 冷血總教官。令人又愛又怕的鐵血教官，對集訓隊的孩子訓練極其嚴苛！但其實他個性忠厚，崇尚武德，富有愛國心，天生一副俠義心腸，現在凱權的八極拳修為已登峰造極，加上他過去長期保護元首安全，不但未曾利用要職謀取私利，還多次拒絕晉升，受後輩景仰，又有具有領導才能，被視為軍中的中流砥柱。對待阿志就如同親弟弟。這次接任末代集訓隊的總教官，為的就是扭轉乾坤，讓集訓隊繼續保留在軍中！警衛大隊「八極拳總教官」，也是集訓隊的主官。以前的凱權雖然資質魯鈍但極為努力。只是十年前的總統維安事件，凱權因為自己個人英雄主義，造成學長吳金生因此下落不明，也間接導致自己的學長天豪受傷。事件程序被列為機密，為了轉移焦點，凱權被捧為英雄，但他其實一直都帶著內疚感度日，更不願被當成英雄。上司大隊長是個偽君子，忌妒凱權。但凱權不但沒察覺也不願意相信，難怪凱權軍旅生涯總是遭逢惡事，他對長官盡忠，反被視為大傻人。 | 全劇             |
| 吳亞馨 | 蘇絲琪            | 八極拳女助教。上尉教官，行為舉止優雅得體，看似柔弱的絲琪，其實內心非常剛強。在父權為主的軍隊中，身為女性的絲琪一直急於證明自己的能力。絲琪的爸爸也是侍衛官出身，自絲琪小時候就離開她，照顧她的總是部隊裡的士官長連山，也因此絲琪相當崇拜連山，喜歡凱權。 | 全劇             |
| 唐從聖 | 張天豪 （瘋狗）   | 民間八極拳高手。表面嘻嘻哈哈，海派又講義氣，留給身邊的人豪邁又搞笑的印象。但實際上其人品就如八極拳的原貌，變幻莫測，其武功甚至高過凱權，是真正八極拳第一高手。只是在一次的維安事件，因為凱權的強出鋒頭，導致膝蓋中槍，最後黯然離開警衛大隊，因此對凱權懷恨在心......年輕時即展現天賦，成為八極拳高手，是凱權的學長，機密事件中，被子彈貫穿膝蓋。自此之後，因為膝蓋的傷害造成全力出擊時，時間無法太久，甚至因為膝蓋的力量不夠，在八極拳上出現了瑕疵，無法完全借助大地的力量。雖然離開了警衛大隊開了間火鍋店，但是他開始收留一些不愛讀書的中輟生，敎他們武功、傳授他們武德，這也許是他彌補無法待在警衛大隊的一種方式。 | 5-21             |
| 夏靖庭 | 丁連山            | 老士官長。歷經三任總統侍衛，超資深士官長。為人雖然玩世但正義且機智，德高望重，有俠義精神，嗜吃美食，得到軍中士兵的尊敬，是人人敬重的老英雄。常常躲在伙房，待人親切又煮得一手好菜。不止是凱權現在的精神導師，還是所有學員的導師。不論是軍中、夜校、練拳甚至是失戀，同學都會來找士官長訴苦。其實他是最早期的八極拳種子教官，甚至是阿志爸爸的師兄。如今有凱權在，八極拳以及警衛大隊傳統都得以延續，了無罣礙卻又捨不得退伍，因為他想找到一個能夠承接他一身武藝以及廚藝的接班人。而後，他更在秘密訓練阿志等人，透過「轉大槍」的訓練，讓他們對八極拳的起源更加的體會。 | 1-15,17-21       |
| 王耿豪 | 王明華            | 大隊長。軍中人稱「儒將」，其實是個偽君子。言行舉止，得體大方，處處退讓，擁有忍受別人不能忍受的風度。然而誰知外表如此完美的人，才是最奸詐狡猾的小人，野心極大卻不明爭而是暗奪，偷偷掌握軍中大權。卻視自己為真理所在，毫無愧疚。大隊長，40歲，警衛大隊隊長官拜上校，警衛大隊隊長，管理整個警衛大隊。隨故事發展將成為元首侍衛長。 | 1-3,5,8-10,17-21 |
| 黃鐙輝 | 麥福龍 （龍爪手） | 分隊長。警衛大隊的分隊長，對剛加入集訓隊的學員們，十分的嚴苛，在學員心中是個不折不扣的機車分隊長。不過其是他是個面惡心善的長官，等這些娃娃兵經過軍人禮儀訓練之後，來到臺北開始接受警衛大隊的訓練，他就改變了跟這群學員的互動方式，是這群娃娃兵在部隊中最依賴的長官之一。 | 1-7,9-15,17-21   |
| 安唯綾 | 周薇慈            | 學校女教官，八極拳高手。天豪、凱權與絲琪的學妹，因為受不了軍隊的死板，而轉任民間學校擔任教官。在集訓隊入學之後，再次遇見凱權。跟凱權喜好相同，而且個性又互補。一個是軍隊裡的鐵血軍官，一個是校園裡的麻辣女教官。但兩個人在一起的時候，反而都能呈現自己輕鬆、溫柔的一面。薇慈知道凱權對阿志期許，加上阿志的背景，讓薇慈對阿志更加關心。個性開朗陽光的她，對總教官胡凱權的愛完全不做作的表現出來，這樣讓同是喜歡凱權的絲琪，出現壓力。在學校當中，更極力爭取八極籃球隊參加全國高中聯賽，她想將八極拳應用在籃球當中。是一個富有想像力的女教官。 | 14-21            |
| 邱品程 | 吳冠志 （阿志）   | 八極拳天才。習武天才，醉心于八極拳。在無害的外表下，實則是個人間兇器！個性獨立自主，不擅與人交際，看似獨行俠，其實超講義氣！在福利社遇到怡華，面對對自己有好感的怡華，阿志並沒有太多的回應。在阿志心中，只想追隨父親的腳步成為警衛大隊的傳奇！阿志的爸爸就是凱權與天豪的學長。因為爸爸失蹤，導致家中經濟每況愈下，讓他與媽媽二人相依為命，但媽媽脾氣暴躁，自幼在打罵教育下成長，還好有阿嬤陪伴，阿志心中潛藏的溫柔，其實是受阿嬤影響。明明很痛恨爸爸的離開，但還是忍不住想釐清究竟爸爸去哪。因此瞞著媽媽加入集訓隊。 | 全劇             |
| 陳尚澤 | 王子尚 （王子）   | 黑馬王子。外形帥氣，性格專注，每個喜歡的事物都會認真鑽研練習。尤其喜歡打球，腳程又快，所以精通各種球類運動。認真專注的性格也是他鍾情于初戀情人子芯的原因之一。雖然不適應軍中生活，但是在夜校如魚得水，擅長運動又樂觀開朗，成了學校的萬人迷。個性樂群善良，不喜歡逞兇鬥狠，其實也會怕壞人，遇險時往往依靠過人腳程脫困，但是最後在總教官凱權的激勵下，王子也擺脫以往書生的個性，展現出軍人子弟該有的軍人魂。出身金門軍人世家，家境小康，父親退伍後靠退休金做點小生意。從小即過著無憂無慮的生活。父親、爺爺、曾祖父都是立過軍功的軍人，就算他不想當兵，礙于家族傳統不得不加入集訓隊，但實際上他是為了能夠到臺北，尋找初戀情人子芯。 | 全劇             |
| 楊永維 | 孔祥東 （孔鏘）   | 木訥男孩，古文與成語白癡，資質駑鈍卻非常努力。與阿志形成對比，是阿志在軍中八極拳的競爭對手。單親家庭出身的他，從沒感受過母愛，在軍中遇到溫柔的怡華，不知不覺喜歡上怡華的溫柔，全隊的人都知道，只是怡華鍾情于阿志，這讓孔鏘非常受傷，但他仍能保持君子風度跟阿志互動。天真、戇直，家教甚嚴，從小以古人名言作為行事準則，遇到爭執或為難時，常常將古文朗朗上口，但常常解釋錯誤或是一知半解。本性溫馴，並且常為他人設想，但卻堅守原則，所有違背其理念的行為均會拒絕。只是太過木訥，常常被欺負還不自知。有練武的資質，但遇到危難時又不願意出手傷人。 | 全劇             |
| 范峻銘 | 白耀祖 （白斬雞） | 小金門人，家境清貧、又不會讀書，為了幫助家中經濟，白耀祖選擇加入集訓隊。雖然第一次離家這麼遠，陌生的環境加上艱苦的訓練，但從小就喜歡作生意的他，反而成為隊中的開心果之一！只是第一次打靶時，竟然緊張嚇到尿褲子，侍衛不敢拿槍可是大事。所幸有凱權不惜冒著不當管教所受的處分，來矯正他。凱權受到懲處，卻意外地激起白斬雞愧欠感，奮發圖強，成為集訓隊的頭號神槍手！父母親是從事「小蜜蜂」生意的商人，因為賺的都是微薄的蠅頭小利，這也是讓他決定加入集訓隊的原因，母親對於他當兵，心中十分不捨。爸爸則是尊重他的決定，其實對白耀祖來說他的願望一直很簡單。那就是他希望能一直待在軍中，直到領取終生俸，輕鬆地過日子。 | 全劇             |
| 席敬倫 | 施拉拉            | 金門人，家裡開快炒店，是個又愛吃又喜歡女生的胖子。軍中不打勤、不打懶、專打不長眼，拉拉自以為有點小聰明，可是每次都會陰錯陽差讓他當那個最不長眼的天兵！天兵的拉拉，常拖累整個班級的進度，被認為這樣的人不適合擔任警衛隊，沒想到卻是預定的御廚人選。被強迫入伍的他，因為對美麗溫柔的輔導長一見鍾情，決定要好好當兵讓輔導長刮目相看，這也讓他展現直率可愛的一面。常常出餿主意幫大家追女孩，卻總是弄巧成拙，鬧出許多笑話。 | 全劇             |
| 邱子芯 | 方子芯            | 校園天使。聰明、獨立。在校成績總是名列前茅，是男同學們心中的完美女神。一直是個守規矩的好學生，但認識阿志之後，面對學校不公平的體制會與阿志等人一起勇敢反抗，並非常人眼中只會死讀書的乖乖牌。 | 1,3-8,10-21      |
| 辜莞允 | 蔡怡華 （阿菜）   | 營站三朵花。軍中福利社小妹。阿菜有個奇妙的綽號，叫天然花。其源起：天然呆的福利社之花。外型俏麗，加上天真爛漫的個性，讓她被視為No.1軍中情人。鍾情於阿志，看似大而化之的阿菜，唯有面對阿志，她的粗線條才會開啟關機模式，成為一個細膩而體貼的女孩。 | 5,7,9,11,13-21   |
| 馬傳欣 | 廖米娜            | 嬌嬌女輔導長，不會八極拳。身于富豪之家，有著千金大小姐的拗脾氣，受父母寵愛，有著死愛面子的性格。行事準則都是以自己的主觀認知去判斷，雖然有亮麗的外表卻有著讓人不敢接近的特質。 | 2-21             |
| 鄭茵聲 | 林秀青 （小花）   | 營站三朵花。標準的「花癡」，跟阿菜是完全不同世界的人。總是幻想著有許多的「高富帥」鍾情於她，在福利社的工作中，對數位觀念相當的精明講話像連珠炮，一發不可收拾。個性外向過了頭，而顯得有些三八。 | 5,9,11,13-21     |

### 其他演員
| 演員   | 角色              | 介紹 | 登場集數                   |
| 劉香君 | 王子母            | 王子母親。 | 1,4 10（聲音）             |
| 楊慶煌 | 王正男            | 王子父親。 | 1,4                        |
| 葉民志 | 孔明義            | 酒廠師傅，孔祥東的父親。 | 1,4                        |
| 白雲   | 施拉霸            | 拉霸海產店老闆，拉拉的父親。 | 1-2,4                      |
| 陳幼芳 | 拉拉母            | 拉霸海產店老闆娘，拉拉的母親。 | 1-2,4                      |
| 蔡湘宜 | 白母              | 白耀祖的母親，從事營站小蜜蜂的工作。 | 1,3-4                      |
| 米漿   | 白父              | 白耀祖的父親，從事營站小蜜蜂的工作。 | 1,3-4                      |
| 陳希愛 | 林美玉            | 冠志母親，金門菜刀工廠上班。丈夫吳金生，多年前丈夫出任務失蹤後，獨自一人養活一家三口，對軍隊不諒解，反對冠志加入集訓隊。後經老士官長開導及母親的求情，態度軟化，同意冠志完成心願。                                                                                                   | 1-4                        |
| 錢俞安 | 黃八郎 （鬼腳八） | 分隊長。少尉分隊長，本名黃八郎，跟龍爪手風格完全不同，鬼腳八老實、嚴肅、講究紀律，也視凱權為偶像。 | 1-7,9-15,17-21             |
| 龍三   | 張沈威            | 金門兵，浴室四位成員，名言：「抽菸不是我的態度」。 | 全劇                       |
| 黃浩銘 | 黃武豪 （土豪）   | 金門兵，浴室四位成員。許喬致、蔡埔亘的抽菸同袍。 | 全劇                       |
| 陳學毅 | 許喬致 （George） | 金門兵，浴室四位成員。黃武豪、蔡埔亘的抽菸同袍。 | 全劇                       |
| 閃亮亮 | 蔡埔亘 （菜圃蛋） | 金門兵，浴室四位成員。黃武豪、許喬致的抽菸同袍。富二代公子，羨慕會打八極、武功高強的高手，由於家裡非常有錢，所以在校園裡常常被勒索霸凌。 | 全劇                       |
| 李冠儀 | 潔瑄 （瑄姐）     | 營站三朵花。警衛大隊營站的負責人，雖然年過三十依然美麗動人，在年輕時，就喜歡上凱權，常跟新兵們說，當年在警衛大對他跟凱權是公認的「金童玉女」。只是凱權似乎對感情這件事情，沒有想法，其實也間接了造成了潔瑄浪費了最精華的青春歲月。平常在營站，作風強勢，也是學員們不敢招惹的人之一。 | 5,7,9-11,13-14 16,18,20-21 |
| 鄭振融 | 何土沙 （土虱）   | 瘋狗徒弟。 | 5-21                       |
| 簡孝諺 | 楚三              | 瘋狗徒弟。練球時受傷，加上天豪透過社工找到母親，隨母親回家休養，並退出火鍋店及天豪門下。 | 5-17                       |
| 張天琳 | 強尼              | 瘋狗徒弟，大師兄。喜歡凱蒂，視冠志為情敵。 | 5-21                       |
| 張懷   | 張凱蒂            | 瘋狗徒弟（女徒弟）。在孤兒院長大，前男友竊車後與凱蒂兜風，逃避臨檢被追捕，途中遇到天豪摔車後被帶至警局。天豪透過社福單位收養凱蒂，天豪成為凱蒂監護人。進入學校念書後，對同班的冠志一見鍾情，並視怡華為情敵。                                                                         | 5-21                       |
| 馬力歐 | 李秉豐 （大餅）   | 黑道老大，也是金義賭場中的債主。曾經是瘋狗擔任侍警衛大隊分隊長時，在集訓隊帶的隊員，後被退訓。 | 5-8,10-11 13-14,16,21      |
| 王惠五 | 方金義 （賭仔義） | 子芯的父親。50歲，其實有一身好廚藝，但他好高騖遠不腳踏實地，總想一夕致富，但每次換來的總是更多債務。常常瞞著老婆偷跑出去賭一把，只是他逢賭必輸。餐廳倒閉、生意失敗。 | 5,8,11-12                  |
| 展荣   | 林飛龍            | 雙胞胎-兄，警衛大隊學長，體能、成績兼優，看金門兵不順眼，但欣賞吳冠志。 | 5-14,18-21                 |
| 展瑞   | 林在天            | 雙胞胎-弟，警衛大隊學長，體能、成績兼優，看金門兵不順眼，但欣賞吳冠志。 | 5-14,18-21                 |
| 尼克   | 飛龍、在天之小弟  | 警衛大隊學長，體能、成績兼優，看金門兵不順眼。 | 5-14,18-21                 |
| 陳于婕 | 子芯母            | 方子芯的母親。 | 4（聲音）, 6,11            |
| 周辰達 | 吳詰昇            | 夜市痞子，開夜市管委會，專收規費，想當夜市市長，找大餅幫忙。 | 6-7                        |
| 曾子余 | 李大偉 （大尾）   | 李秉豐的兒子。替子芯解危夜市規費，喜歡子芯。 | 7-8,10,12-21               |
| 蘇雲鈺 | 巧巧              | 凱蒂的朋友。與凱蒂一起進入夜校就讀。 | 8,14-17,19-21              |
| 方佳寶 | 若儀              | 凱蒂的朋友。與凱蒂一起進入夜校就讀。 | 8,14-17,19-21              |
| 王心嫚 | 蔡怡嘉            | 蔡怡華的姊姊，夜校實習教師。 | 15-21                      |
| 錢多安 | 黃佳蕾            | 夜校訓導兼教務主任。 | 15,17,19-21                |
| 李沁凝 | 洪慧君            | 麥福龍的野蠻女友，因集訓隊學員段考成績不佳被禁假，導致麥福龍也取消休假，只好進營區會男友，並幫學員補習功課。 | 18                         |
| 程政鈞 | 校長              | | 19-21                      |

### 客串演出
| 演員   | 角色     | 介紹 | 登場集數                     |
| 丁強   | 總統     | | 1                            |
| 李璇   | 總統夫人 | | 1                            |
| 孟飛   | 國安局長 | 非常看好凱權。 | 1,10                         |
| 陳淑芳 | 林許珠   | 阿志阿嬤。溫柔又有耐心的個性，平時對阿志相當照顧，因為阿志選擇走父親的路，幫他簽名加入集訓隊。因而和自己的女兒發生嚴重的衝突。在阿嬤的心中，他只是希望自己的金孫能夠照著自己的理想邁進，而她更相信自己的女婿，也就是阿志的爸爸總有一天一定會回來的 | 1-4                          |
| 樓學賢 | 吳金生   | 美玉的丈夫，冠志的父親，因出任務失蹤，美玉因此對軍隊不滿，反對冠志入伍。 | 7,15 （皆聲音，凱權回憶）,21 |
| 徐展元 | 體育主播 | 籃球賽主播。 | 20-21                        |

## 電視劇歌曲
| 曲別   | 歌名         | 演唱者         | 作詞   | 作曲             |
| 片頭曲 | 熱量         | 動力火車       | 武雄   | 張博彥、張簡君偉 |
| 片尾曲 | 愛上你不奇怪 | 唐從聖、林采欣 | 唐從聖 | 唐從聖           |

## 收視率

### 華視
| 播出日期      | 集數     | 無線4-14 | 無線15-24 | 4歲以上 | 備註           |
| ------------- | -------- | -------- | --------- | ------- | -------------- |
| 2015年5月2日  | 1        | -        | -         | 0.77    | 第一季首播     |
| 2015年5月9日  | 2        | -        | -         | 0.87    |                |
| 2015年5月16日 | 3        | 1.67     | -         | -       |                |
| 2015年5月23日 | 4        | 2.04     | -         | -       |                |
| 2015年5月30日 | 5        | 1.59     | -         | 0.86    |                |
| 2015年6月6日  | 6        | 1.67     | -         | -       |                |
| 2015年6月13日 | 7        | -        | -         | -       |                |
| 2015年6月20日 | 8        | 1.67     | 0.91      | 0.81    |                |
| 2015年6月27日 | 9        | 1.31     | -         | -       | 金曲獎頒獎典禮 |
| 2015年7月4日  | 10       | 1.47     | -         | -       |                |
| 2015年7月11日 | 11       | 1.74     | 1.12      | 0.86    |                |
| 2015年7月18日 | 12       | 1.24     | -         | -       |                |
| 2015年7月25日 | 13       | 1.72     | -         | -       | 華視播畢       |
| 平均收視      | 平均收視 | -        | -         | -       |                |

- 由AC尼爾森調查，調查範圍是四歲以上收看電視之觀眾。
- 資料來源：凱絡媒體週報 （页面存档备份，存于）

## 獎項
| 年度   | 大獎         | 獎項             | 入圍者       | 結果 |
| ------ | ------------ | ---------------- | ------------ | ---- |
| 2016年 | 第51屆金鐘獎 | 戲劇節目獎       | 戲劇節目獎   | 提名 |
| 2016年 | 第51屆金鐘獎 | 戲劇節目男主角獎 | 傅孟柏       | 提名 |
| 2016年 | 第51屆金鐘獎 | 戲劇節目導演獎   | 林宏、林清芳 | 提名 |
| 2016年 | 第51屆金鐘獎 | 戲劇節目編劇獎   | 林貫中       | 提名 |

## 製作團隊
- 導演：林清芳、林宏杰
- 副導：張翠芳、喬湘
- 動作導演：李文正（小歪）
- 動作指導：張崇玹（中泰）
- 編劇：林貫中
- 發行人：許天廷、陳素梅
- 製作人：田裕豐、莊雅閔
- 製作公司：億富發國際文創股份有限公司
- 協助單位：金門縣政府

## 贊助廠商
- 聖祖貢糖
- 莎蜜拉餐廳
- 北山洋玩藝民宿
- 147漆彈主題樂園

## 拍攝場景
- 金門縣
- 莊敬高職
- 陸軍專科學校
- 新店區公所體育館
- 林口區中華路道路
- 林口區林口分駐所
- 樹林區樹林分局靶場
- 新莊區輔大花園觀光夜市

## 外部連結
- 官方网站－華視
- YouTube上的一代新兵 八極少年頻道
- 一代新兵之八極少年的Facebook專頁

| 臺灣 華視主頻 每週六 20:00 - 21:30                                                                                        | 臺灣 華視主頻 每週六 20:00 - 21:30                                                                                         | 臺灣 華視主頻 每週六 20:00 - 21:30 |
| --- | --- | ---------------------------------- |
| | 一代新兵之八極少年 （第一季） （2015年5月2日－2015年7月25日）                                                              |                                    |
| 哆啦A夢 （20:00 - 21:00） （2014年12月20日－2015年4月25日）烏龍派出所 （21:00 - 22:00） （2014年12月20日－2015年4月25日） | 阿爸的一首歌 （20:00 - 22:00） （2015年8月1日－2015年8月8日）星光大道 （20:00 - 22:00） （2015年8月15日 - 2015年11月28日） |                                    |

| 臺灣 年代MUCH台 每週六、日 22:00 - 23:30    | 臺灣 年代MUCH台 每週六、日 22:00 - 23:30                                                                                   | 臺灣 年代MUCH台 每週六、日 22:00 - 23:30 |
| ------------------------------------------- | --- | ---------------------------------------- |
|                                             | 一代新兵之八極少年 （第一季） （2015年6月6日－2015年7月19日）一代新兵之八極少年 （第二季） （2015年8月2日－2015年9月20日） |                                          |
| 今晚誰當家 （2015年5月16日－2015年5月31日） | 神仙·老師·狗（重播） （2015年9月27日－時間不明）                                                                           |                                          |

| 臺灣 中視主頻 每週六、日 11:00 - 12:00   | 臺灣 中視主頻 每週六、日 11:00 - 12:00                                                                   | 臺灣 中視主頻 每週六、日 11:00 - 12:00 |
| ---------------------------------------- | --- | -------------------------------------- |
|                                          | 一代新兵之八極少年 （2021年8月7日－2021年11月28日）                                                      |                                        |
| 媽媽的愛 （2021年5月15日－2021年8月1日） | 60分鐘（重播） （2021年12月4日－2021年12月5日）我愛冰冰Show（精華版） （2021年12月11日－2021年12月31日） |                                        |